# Conquista de Hail
A Conquista de Hail, também referida como a Segunda Guerra Saudita-Raxidi, foi começada pelas forças sauditas, que receberam assistência militar Britânica e dos seus aliados, os membros da tribo Ikhwan no Emirado de Jabal Xamar, sob o último governante Raxidi. Em 2 de novembro de 1921, os últimos governantes da dinastia Al Rashid entregaram Jabal Xamar às forças sauditas.

## Nomeação
O Emirado de Jabal Xamar teve a sua capital na cidade de Hail, e também era conhecido como o "Emirado de Hail".